# Constantin Silvestri
Constantin-Nicolae Silvestri (født 31. maj 1913 i Bukarest, Rumænien - død 23. februar 1969 i London, England) var en rumænsk/engelsk dirigent, komponist og pianist.
Silvestri studerede musik og klaver som barn og senere komposition på Musikkonservatoriet i Bukarest hos Mihail Jora. Som dirigent var han autodidakt. Han har skrevet orkesterværker, kammermusik, sange, strygekvartetter etc. Han kom til England i (1957) og fik et neutraliseret statsborgerskab i (1967). Silvestri er nok mest kendt som dirigent og har dirigeret og indspillet med mange kendte symfoniorkestre såsom London Philharmonic Orchestra og Bournemouth Symphony Orchestra, sidstnævnte som han også blev chefdirigent for. Han har spillet og indspillet mange både kendte og ukendte komponisters musik gennem tiden og gjort meget for at fremme den klassiske musik. Silvestri komponerede omkring 40 værker.

## Udvalgte værker
- Preludie og Fuga (Toccata) (1930) - for orkester
- Rumænske danse fra Transsylvanien (1930) - for orkester
- Tre stykker (1933) - for strygeorkester
- Sonate (1933) - for solo harpe